# Allium brevidentiforme
Allium brevidentiforme är en amaryllisväxtart som beskrevs av Aleksei Ivanovich Vvedensky. Allium brevidentiforme ingår i släktet lökar, och familjen amaryllisväxter. Inga underarter finns listade i Catalogue of Life.